# Thorsten Wenning
Thorsten Wenning (* 3. März 1982 in Stade) ist ein deutscher Drehbuchautor und Filmregisseur.

## Leben
Nach dem Abitur und Zivildienst arbeitete Thorsten als Editor für Kurz- und Langspielfilme und studierte an der Humboldt-Universität zu Berlin Geschichte und Philosophie. Ab Oktober 2006 begann er das Studium der Szenischen Regie an der Filmakademie Baden-Württemberg in dessen Verlauf mehrere Kurzfilme entstanden. Im April 2012 schloss Wenning das Studium erfolgreich ab. Sein Diplomspielfilm Backpack wurde in Indonesien gedreht und handelt vom jungen Reisenden Daniel, der sich in der quälenden Einsamkeit der Ferne droht zu verlieren. Der Film wurde 2014 International auf Festivals gezeigt und in drei Kategorien für den Deutschen Nachwuchspreis „First Steps“ nominiert, wo er am Ende den „No Fear Award“ für die beste Produktion gewann.

## Filmographie
- 2014: Backpack (Drehbuch & Regie)